# Gabriele Keiser
Gabriele Keiser (eigentlich: Gabriele Korn-Steinmetz; * 4. Februar 1953 in Kaiserslautern) ist eine deutsche Krimischriftstellerin. Unter ihrem bürgerlichen Namen ist sie auch als Lektorin und Kulturjournalistin tätig.
Gabriele Keiser wuchs in der Pfalz auf. Nach ihrem Hauptschulabschluss absolvierte sie eine Ausbildung zur Apothekenhelferin. Mit 19 Jahren zog sie nach Marburg an der Lahn, erwarb auf dem Abendgymnasium das Abitur und studierte Anglistik und Deutsche Literaturwissenschaft in Heidelberg und Marburg. 
Nach längeren Aufenthalten in Seattle, Lille und Wien lebt sie heute in Andernach am Rhein.
Gabriele Keiser schreibt seit ihrer Kindheit. 1998 erschien ihr erster Kriminalroman, Mördergrube, bei Reclam Leipzig. Zusammen mit dem Autor Wolfgang Polifka veröffentlichte sie unter dem Pseudonym Lea Wolf zwei Romane, Kalt ist der Schlaf (2003) und Im roten Schein der Nacht (2005), bei Heyne. 2006 erschien der wiederum gemeinsam mit Polifka verfasste Thriller Puppenjäger und als eigene Publikation der Koblenz-Krimi Apollofalter, beide bei Gmeiner.
Außerdem veröffentlichte sie verschiedene Kurzkrimis in Anthologien, die zum Teil in ihrem 2003 im Kontrast-Verlag erschienenen Band Lust am Morden zusammengefasst sind.
Im Herbst 2007 erschien die von ihr herausgegebene Anthologie Todsicher kalkuliert. Mord(s)geschichten aus Rheinland-Pfalz im Rhein-Mosel-Verlag. Die Reihe um die Koblenzer Kriminalkommissarin Franca Mazzari umfasst inzwischen vier Bände.

## Ehrenamtliches Engagement
Gabriele Keiser ist Mitglied der Vereinigung deutschsprachiger Krimi-Autoren Das Syndikat, der Sisters in Crime und des Verbands deutscher Schriftsteller in ver.di, Landesbezirk Rheinland-Pfalz, dessen Vorsitzende sie 2006 bis 2014 war. 
2005 war sie Mitorganisatorin der Rheinland-Pfälzischen Literaturtage in Andernach, 2006 des Krimi-Festivals Criminale in Koblenz, 2007 der vom 7. bis 9. September stattfindenden Rheinland-Pfälzischen Literaturtage in Montabaur.
Seit dem 1. Januar 2010 ist sie Mitglied im Hörfunkrat des Deutschlandradios.

## Veröffentlichungen

### Als Autorin
- Mördergrube. Roman. Reclam, Leipzig 1998. ISBN 3-379-01638-1.
- Lust am Morden. Kurzkrimis für Kenner. Kontrast-Verlag, Pfalzfeld 2003. ISBN 3-935286-34-1.
- Apollofalter. Erster Fall für Franca Mazzari. Gmeiner-Verlag, Meßkirch 2006. ISBN 3-89977-687-9. (Hörbuch: gelesen von Stefanie Otten, Daun: Radioropa, 2007, ISBN 978-3-86667-855-2.)
- Gartenschläfer. Zweiter Fall für Franca Mazzari. Gmeiner-Verlag, Meßkirch 2008. ISBN 3-89977-772-7.
- Engelskraut. Dritter Fall für Franca Mazzari. Gmeiner-Verlag, Meßkirch 2011. ISBN 978-3-8392-1117-5.
- Vulkanpark. Vierter Fall für Franca Mazzari. Gmeiner-Verlag, Meßkirch, 2013. ISBN 978-3-8392-1395-7

### Gemeinsam mit Wolfgang Polifka
- Lea Wolf: Kalt ist der Schlaf. Ein Fall für Julia Labouche. Roman. Heyne, München 2003. ISBN 3-453-87031-X.
- Lea Wolf: Im roten Schein der Nacht. Julia Labouche ermittelt. Roman. Heyne, München 2005. ISBN 3-453-40043-7.
- Puppenjäger. Thriller. Gmeiner-Verlag, Meßkirch 2006. ISBN 3-89977-662-3.

### Als Herausgeberin
- Todsicher kalkuliert. Mord(s)geschichten aus Rheinland-Pfalz. Anthologie. Rhein-Mosel-Verlag, Alf 2007 (= Edition Schrittmacher, Bd. 13). ISBN 3-89801-213-1.